# تونی کرگ
سر آنتونی داگلاس کرگ (به انگلیسی: Sir Anthony Douglas Cragg) (متولد ۹ آوریل ۱۹۴۹) مجسمه‌ساز اهل بریتانیا است.

## زندگی‌نامه
تونی کرگ زادهٔ سال ۱۹۴۹ در لیورپول، مدت کوتاهی پس از دریافت مدرک دیپلم‌اش، به عنوان دستیار در آزمایشگاه بیوشیمی کار می‌کرد؛ تجربهٔ مهمی که بعدها بر درک او از اشکال و ساختارهای طبیعی و مصنوعی تأثیر بسزایی گذاشت. همچنین هنگام فعالیتش در «مؤسسهٔ پژوهشی تولید کائوچوی طبیعی» نخستین طرح‌ها و دیدگاه های وی از کائوچو و تودهٔ مواد ترکیبی شکل گرفتند. بعد از دو سال کار در آزمایشگاه، کرگ عزمش را جزم کرد تا تمام توجه و تلاشش را به هنر معطوف کند و بی‌درنگ، در دوره‌های پایهٔ آموزش هنر نقاشی در کالج هنر و طراحی گلاسترشیر در چلتنهاموند وابسته به مدرسهٔ هنر ویمبلدون شرکت کرد؛ و به دنبال آن، کرگ در سال ۱۹۷۳در کالج سلطنتی هنر در لندن نام‌نویسی کرد و در آنجا تا سال ۱۹۷۷ مجسمه‌سازی و هنرهای تجسمی خواند.
هنگام تحصیل در لندن، ایده اصلی (کانسپت) هنری همکلاسی‌اش ریشارد لونگروسن بر کارهای اولیه‌اش تأثیر گذاشت. او هم‌زمان الهامات خود از هنر بومی انگلیسی و هنر پرفورمنس را آفرید و در آن زمان، جذب یافتن مواد و فرم در کارش شد. پس از آن کارهای روی سطح و مجسمه‌های ساخته شدهٔ وی از مواد حاضر-آمادهٔ برهم انباشته، فشرده و شکل داده شده از نخاله‌های ساختمانی، پاره‌های مواد صنعتی، زباله یا اسباب و اثاث خانه به وجود آمدند. در این دوره، هنرمند، مواد مستعمل ساخته شده یا کارشدهٔ دست انسان را از بافت اولیه و اصلی شان جدا می‌کند، اشیاء را از معنا و کارکرد اولیه‌شان تهی می‌سازد و به آن‌ها شکلی تازه و رها می‌بخشد. «کلیدهای سنگوارهٔ گذشته» کرگ، بدل به رسانه‌های انتقال به زمان حال شدند و در این میان، بیان‌ها و تعابیر تازه‌ای را شکل دادند. در آن زمان دیگر کرگ ماتریالیستی بود که امروزه همچنان در آثار تجسمی‌اش به دیدارمان می‌آید. در پایان سال‌های ۱۹۷۰، کرگ مجموعه کارهای تازه‌اش را معرفی کرد؛ کولاژهایی کنار هم چیده از بتون و پاره‌های متنوع رنگ‌کاری شدهٔ در قالب موزاییک، بر سطح زمین یا روی دیوار. کارهای زمینی‌اش یادآور مکان‌های حفاری باستانشناسی هستند که با زباله‌های تمدن پر شده‌اند.
هنرمند عامدانه می‌کوشد، تأثیر انسان‌ها بر طبیعت را مورد بررسی قرار دهد، تا حدی که گاهی فقط مواد حاضرآمادهٔ صنعتی را از کنار ساحل جمع می‌کند و برای دیوارنگاره‌های فیگوراتیو و اجراهای (اینستلیشن‌ها) اش از آن‌ها بهره می‌برد. هنرمند از این رهگذر، ما را متوجه ولع تکان‌دهندهٔ مصرف در زمانهٔ اکنون و نیز تأثیرات عدیده اش بر طبیعت می‌کند. کرگ، قصد و نیت نهفته در آثار هنری‌اش را به گونهٔ زیر توضیح می‌دهد: «استفاده از اشیاء و ساخته‌های معمول پیش پاافتاده، و درک و بازشناسی این مسئله که هر شیئی از دل جهانی از تداعی‌ها و خط و ربط‌ها مشتق می‌شود، همواره اهمیت شایانی دارد».
کرگ در اواخر سال‌های دههٔ ۱۹۸۰، به ساختن مجموعه‌ای از آثار ریختگری‌اش به نام «فرمهای زودهنگام (اولیه)» بنا کرد. او مجموعهٔ متنوعی از فرم‌های تجسمی منحصربه‌فردی را بسط داد که آن‌ها را از انواع مختلف ظروف و بشکه‌ها می‌ساخت، از فلاکونها (عطردانهای) عهد عتیق گرفته تا شیشه‌های راگن، شیشه‌های مربا و بطری‌های مواد شوینده که او همه را تبدیل به فرمی تازه می‌کرد و آن‌ها را با هم پیوند می‌داد. کرگ کاملاً عامدانه در عنوان «فرمهای آغازین (اولیه)» خود گوشهٔ چشمی به نسخه راهنماهای نوشته بر ظروف قدیمی باستانشناسی می‌زند.
تونی کرگ از سال‌های ۱۹۸۰، بنا کرد به استفاده از تکنیک‌های سنتی طراحی، و پیکره‌سازی از چوب و برنز. مجسمه‌های اغلب در ابعاد بزرگش، با الهام از فرم‌های ارگانیک، اندام‌وار و گیاهی و همچنین از فیگورهای انسانی شکل گرفته‌اند و با نوعی زیبایی‌شناسی (استتیک) و حس‌بخشی مسحورکننده و تداعی‌گر ما را به وجد می‌آورند. در پیشزمینهٔ کارها، همواره مصالح و ماتریال قرار دارد، به مثابه گونه‌ای حامل بیان و تعبیر اصلی هر مجسمه. در فرایند طولانی تکوین فرم یابی، صورتبندی، و کار روی مواد و سطوح، کارها از نظر فرمی در فضا شکل می‌گیرند و رشد می‌کنند. مجسمه‌ها و پیکره‌های لرزان، محدب و به جلو آمده، منحنی و خمیده یا بیرون جسته، یادآور ساختارهایی تا بینهایت رو به رشد و تکامل هستند که روی هم، کم و بیش همه‌شان، خصلت و منشی بنیادین دارند.
دگرگونی دائمی، یکی از شاخصه‌های اساسی در آثار تونی کرگ است. با وجودی که فرم‌ها، بسیار پیچیده و در هم گره خورده شکل گرفته‌اند، مدام با سبکباری مطلق شان بیننده را وسوسه می‌کنند. پیکره‌ها و مجسمه‌هایش، از رهگذر گرایش و میلی که به همه‌جانبه نگری دارند، ما را متقاعد وتحت تأثیر خود قرار می‌دهند. آثارش گویی فرم‌هایی هستند که باید از هر طرف به آن‌ها نگریست، زیرا در هر وضعیت تازه و متفاوت، بیانگر اثر هنری متفاوتی هستند. همین قضیه در مورد مجموعه کارهای «سکرتشنز» (ترشحات)، وی صادق است. در اینجا گویی هزاران قطعهٔ حجمی سفید، مانند مولکول‌ها، در کنار هم، تبدیل به یک ابژهٔ زنده و ارگانیک می‌شوند. سطح بازتابی قطعات، نه فقط پیکره را استحاله می‌کند، بلکه محیط اطراف خود را هم مسخ می‌سازد. در سالیان گذشته، کرگ اغلب اوقات، سرها و چهره‌ها را در مجسمه‌های عظیم با ابعاد بزرگش، بن مایهٔ اصلی قرار می‌دهد. از دلِ برهم انباشتن‌ها، لایه‌لایه سازی‌ها و پیچش‌ها، چشم‌اندازی از پیکره‌هایی پدید می‌آیند، که حالتی پوزیتیو و نگاتیو می‌سازند. کرگ، اشکال خودش را از میان «رسوبات نگارگرانه‌ای تکامل می‌بخشد که به نظر می‌رسد هر کدام در مقطع زمانی متفاوتی ریشه دارند.» (اوا ماریا اشتادلر، ۲۰۰۸).
تونی کرگ در سال ۱۹۸۰ در آکادمی هنر دوسلدورف تدریس می‌کرد و در سال ۲۰۰۱ در دانشگاه هنرهای برلین شهرت و آوازه‌ای یافت. او در سال ۲۰۰۹ سرانجام به دوسلدورف بازگشت، همانجایی که از ۲۰۰۹ تا ۲۰۱۳ در مقام جانشین مارکوس لوپرتس، ریاست آکادمی هنر آنجا را بر عهده داشت. تقریباً در هر کلان‌شهری در جهان یک اثر از تونی کرگ را می‌بینید. او تا کنون، کم و بیش تمام افتخارات ممکن در عرصهٔ هنر در سراسر جهان را کسب کرده‌است و هر ساله، شمار زیادی از بازدیدکنندگان مسحور نمایشگاه‌های عظیم و باشکوهش مثلاً در موزهٔ لوور در پاریس، در مؤسسهٔ هنر شیکاگو یا در [[�]] می‌شوند. یکی از نقطه اوج‌های دیگر وی در زندگی، بوستان پیکره‌های متعلق به خود وی به نام «صلح جنگلی» در ووپرتال است، که هنرمند در سال ۲۰۰۸ هم با آثار خودش و هم با نمایشگاه‌هایی از مجسمه‌های سایر هنرمندان معاصر سامان داده‌است. تونی کرگ اکنون در ووپرتال زندگی و کار می‌کند.

## جوایز و نشانها
۲۰۱۷/جایزهٔ یک عمر دستاورد هنری در جشنوارهٔ هنرهای تجسمی معاصر، مرکز بین‌المللی هنرهای تجسمی،
۲۰۱۳/جایزهٔ بزرگ فرهنگی بنیاد فرهنگی صندوق‌های پس‌انداز منطقهٔ راین، آلمان
۲۰۱۲/ نشان درجه یک لیاقت جمهوری فدرال آلمان، آلمان‌مدال هنرمندان ممتاز آرمیتاژ، موزهٔ دولتی آرمیتاژ، سن پترزبورگ، روسیه؛ جایزهٔ هنرهای زیبای کلن، آلمان
۲۰۰۹/ دکتری افتخاری کالج سلطنتی لندن، انگلیس،
۲۰۰۸/ حلقهٔ افتخاری شهر ووپرتال، ووپرتال آلمان؛ عضویت دائمی آکادمی اروپایی، زالتسبورگ، اتریش
۲۰۰۷/ جایزهٔ سلطنتی بنیاد هنر ژاپن، ژاپن
۲۰۰۵/ جایزهٔ اول بهترین مجسمه، بینال پکن، پکن، چین
۲۰۰۲/ جایزهٔ پیپنبروک برای مجسمه‌هایش، برلین، آلمان؛ ریاست قراردادهای هنری امپراتوری بریتانیا، انگلیس
۲۰۰۱/ جایزهٔ شکسپیر بنیاد آلفردتوپفر، برلین، آلمان، اشتغال در آکادمی هنرهای برلین، آلمان
۱۹۹۲/ شوالیهٔ هنر و نویسندگی، فرانسه
۱۹۸۹/جایزهٔ فرهنگی فون در هیدت، ووپرتال، آلمان
۱۹۸۸/ پروفسور در آکادمی هنرهای دوسلدورف، آلمان
۱۹۸۸/ جایزهٔ تورنر، گالری تیت، لندن، انگلستان

## گزیدهٔ نمایشگاه‌های انفرادی
۲۰۱۷/ پارک آثار تجسمی یورکشایر، یوکشایر، بریتانیا؛ مودام، لوگزامبورگ، موزهٔ هنرهای معاصر تهران
۲۰۱۶/ «مجموعهٔ غیرطبیعی» موزهٔ ایالتی دارمشتات، آلمان؛ مرکز هنرهای تجسمی لهستان، اورنسکو، لهستان؛ موزهٔ فون در هیدت، ووپرتال، آلمان؛ موزهٔ دولتی آرمیتاژ، روسیه
۲۰۱۵/گوتبرگ، سوئد؛ آ.د.آ.آ. نیویورک، آرمیکا؛ اکسپو میلان؛ ایتالیا؛ موزهٔ بناکی، آتن، یونان؛ کنیسهٔ اشتوملن، کلن، آلمان.
۲۰۱۴/ موزهٔ هنرهای مدرن سنت اتین، سنت اتین، فرانسه؛ پارک میدان مدیسون، نیویورک، امریکا؛ بنیاد زالتسوبرگ، اتریش؛ مجموعهٔ ویلا روفولوپیاتزلا نیمایر، ایتالیا؛ مرکز حیدرعلی اف، باکو، آذربایجان.
۲۰۱۳/موزهٔ ملی هنرهای زیبای تایوان، تایچونگ، تایوان؛ موزهٔ لمبروک دویسبورگ، آلمان؛ پالما دو مایروکا، اسپانیا؛ موزهٔ هنرهای مدرن سنت اتین، فرانسه.
ویسمار، المان؛ جردن/سیدوکس، برلین، المان؛ تالار هنر ماستراند، سوئد؛ تالار هنر کوزیچ، اسلوونیا،
۲۰۱۲/ آکادمی مرکزی موزهٔ هنرهای زیبای پکن، چین؛ موزهٔ هنرهای معاصر، چنگدو، چین؛ موزهٔ هنرهای لوگانو، سوئیس؛ انجمن کستنر، هانوفر، آلمان؛ موزهٔ دولتی آرمیتاژ، سنت پترزبورگ، روسیه؛ خانهٔ بارلاخ، هامبورگ آلمان؛ مجموعهٔ هنری تالار مایزنتال، مایزنتال، فرانسه؛ موزهٔ هنر هیمالایا، شانگهای چین؛ نمایشگاه جاده، لندن، بریتانیا.
۲۰۱۱/ موزهٔ لوور پاریس؛ هنر مران، مرانو، ایتالیا؛ مرکز هنرهای مدرن و معاصر، دویسبورگ، المان؛ کیه زا دو سان کریستوفرو، لوچا، ایتالیا؛ گالری ملی اسکاتلند، ادینبورگ، بریتانیا؛ مرکز هرنهای تجسمی نشر، دالاس، امریکا؛ مجموعهٔ موزهٔ هیروزه، توکیو، ژاپن.
۲۰۱۰/ خانهٔ پسارو، ونیز، ایتالیا؛ موزهٔ هنر بوراس، سوئد؛ خانه برور هیورتس، اوپسالا سوئد.
۲۰۰۹/ تالار هنر دولتی کارلزروهه؛ آلمان؛ موزهٔ هنرهای مدرن مونشزبه زالتسبورگ، اتریش؛ انجمن هنر هاینزبرگ، هاینزبرگ، آلمان؛ پارک مجسمه‌های «جنگل صلح» (والدفریدن)، ووپرتال، آلمان.
۲۰۰۸/ گالری کنجی تاکی؛ توکیو؛ ژاپن؛ موزهٔ نوردیسکا آکوارل، اسکارهامن، سوئد.
۲۰۰۷/بنیاد موزهٔ ویلهلم لمبروک؛ دویسبورگ، المان؛ موزهٔ هنرهای لیما، لیما، پرو؛ بنیاد ستلین، میلان، ایتالیا؛ پللیسه، تورین، ایتالیا؛ انجمن هنر اینگولشتات، اینگولشتادت، آلمان؛ موزهٔ نوردیسکا آکوارل، اسکارهامن، سوئد؛ موزهٔ هنرهای مصور، سانیتاگوی شیلی، شیلی؛ آکادمی هنرهای برلین، آلمان؛ موزهٔ هنرها، صومعهٔ بانوان عزیز ما، ماگدبورگ، آلمان؛ مرکز فرهنگی رکولتا، بوینس آیرس، آرژانتین؛ ژیری سوستکا، پراگ، چک؛ انجمن هنری مالکاستن، دوسلدورف آلمان؛ انجمن هنری کرفلد، خانهٔ بوشهمتر، کرفلد، آلمان؛ بنیاد لوئیز مورت، مارتینی، سوئیس؛ مرکز هنرهای مصور پسارو، پسارو، ایتالیا.
۲۰۰۵/ موزهٔ هنرهای معاصر ماریو مورن وین، اتریش؛ موزهٔ جدید نورنبرگ، آلمان؛ استودیوی هنرهای معاصر، توره پللیسه، ایتالیا؛ بنیاد تجسمی کاس، گودوود، چایچستر، انگلیس؛ خانهٔ مرکزی هنرمندان، مسکو، روسیه؛ موزهٔ دریافت، گراتس، اتریش.
۲۰۰۴/ سررالوس موزیو، پورتو، پرتغال.
۲۰۰۳/ کتابخانهٔ ملی فرانسه، پلازای شمالی و شرقی، فرانس موریاک، پاریس، فرانسه؛ موزویمیله، بن، آلمان؛ بنیاد تجسمی کاس؛ ساکسز غربی، انگلیس؛ موزهٔ هنرهای معاصر رم، رم، ایتالیا.
مرکز هنرهای معاصر مالاگا، مالاگا، اسپانیا.
۲۰۰۲/ خانهٔ فرهنگی دونکر، هلسینگبورگ، سوئد؛ انجمن هنری لیپه، اتحادیهٔ هنر لیپی، دتموند، آلمان؛ بتمن بانک، فرانکفورت کنار ماین، آلمان.
۲۰۰۱/ تالار هنر مالمو، مالمو سوئد؛ تالار هنر اسلو، اسلو، نروژ؛ نمایشگاه هنری، ووپرتال، آلمان؛ ایوان ریورساید (مشرف به رودخانه) خانهٔ سامورست، لندن، انگلیس؛ مجموعه‌های هنری چمنیتس، چمنیتس، آلمان.
۲۰۰۰/ تت لیورپول، انگلیس؛ گلیندبورن، ساسکس شرقی، انگلیس؛ انجمن هنری اسپرینگ هورن هوف، نوینکیرشن، آلمان؛ هولدربانک، هولدربانک، سوئیس؛ موزهٔ موهکای هنر فورهدنداگه آنتورپن، انتورپ، بلژیک؛ مرکز هنری مدل، سلیگو، ایرلند.
۱۹۹۹/ بیمه‌های بارملیا، ووپرتال، آلمان؛ موزهٔ فون در هیت، ووپرتال، آلمان؛ موزهٔ دونت دائننز، دوئرل، بلژیک؛ موزهٔ هت کریتهوس، هرتوگنبوش، هلند؛ گالری شهر اشتوتگارت، آلمان.
موزهٔ استدلیک، هرتوگنبوش، آلمان.
۱۹۹۸/ مرکز هنرهای معاصر، ویلنیوس، لیتوانی؛ مؤسسهٔ هنرهای معاصر لتونی، ریگا، لتونی؛ تالار هنر تالین، استونیا؛ کومونه دو سییه نا، سییه نا، ایتالیا؛ خانهٔ لمباخ، مونیخ، آلمان.
گالری شهر وولفزبورگ، وولفزبورگ، آلمان؛ بنیاد باواگ، وین، اتریش.
۱۹۹۷/ گالری ملی اسکوپیه، اسکوپیه، مقدونیه؛ گالری ملی سوفیه، صوفیه، بلغارستان؛ موزه یهنرهای تویوتا، تویوتا، ژاپن؛ گالری ملی براتیسلاوا، اسلوواکی؛ بیینال ونیز، ایتالیا.
موزهٔ ملی هنرهای معاصر کره، سئول، کرهٔ جنوبی؛ گالری هنر کویینزلند، بریسبان، استرالیا؛ قصر اوژاسدوفسکی، ورشو، لهستان؛ بل، بانک اروپا، لوکزانبورگ؛ موزهٔ هنرهای معاصر بارسلونا، اسپانیا؛ بانکیر ژتوکی، کراکو، لهستان؛ شرکت سنس اشتات، بیلفیلد، آلمان؛ بنیاد باواگ، وین، اتریش.
۱۹۹۶/ بنیاد هانری مور، هالیفاکس، انگلیس؛ تالارهنرهای موزهٔ بوداپست، مجارستان؛ پارک مجسمهٔ میدلهایم، انتورپ، بلژیک؛ گالری شهری در پارک، فیرزن، آلمان؛ انجمن دوستداران ویلهلمزهوهه، اتلینگن، المان؛ موزهٔ لمبورک، المان؛ کارین دلکورت فان کریمپن، آمستردام هلند؛ مرکز پومپیدو، پاریس، فرانسه؛ آتلیهٔ انفنتس، مرکز پومپیدو، پاریس، فرانسه.
۱۹۹۵/ هنر بر چکادها، پارتن کیرشن-گارمیش، آلمان؛ خانهٔ هنر برنو، برنو، جمهوری چک؛ گالری ملی پراگ، پراگ، چک؛ موزه و مرکز هنرهای ملی رینا سوفیا، مادرید، اسپانیا؛ گالری هنر دویرت، اوتگم، بلژیک؛ نووا زین، پراگ، چک.
۱۹۹۴/ موزهٔ هنرهای نانت، نانت، فرانسه؛ افه آرته، لکچو، ایتالیا؛ گالری شهر زاربروکن، آلمان؛ انجمن هنر معاصر، آگسبورگ، آلمان؛ انجمن هنری سنت گالن، سوئیس.
۱۹۹۳/ استودیو برنابو، ونیز، ایتالیا؛ گانزرهاوس، واسربورگ/این، آلمان.
۱۹۹۲/ مؤسسهٔ هنر مدرن والنسیا، اسپانیا؛ دپارتمان هنرهای معاصر موزهٔ روششارت، فرانسه؛ مرکز هنرهای معاصر، کرگوهنس، فرانسه؛ تراموای، گلاسکو، انگلیس؛ ایزی براشو، بروکسل، بلژیک.
توماس کوهن، سائوپائولو، برزیل.
۱۹۹۱/ وینر سسیشن، وین، اتریش؛ د پاور پلانت، تورنتو، کانادا؛ موزهٔ هنرهای معاصر هیوستون، هیوستون، امریکا؛ کارگاه کولرشلاگ، کولرشلاگ، آلمان؛ موزهٔ فان آبه، اینهوفن، هلند؛ موزهٔ هنرهای معاصر هیوستون، امریکا؛ هنر و پروژه، نیووسلیوس، هلند؛ مؤسسهٔ هنر معاصر ویلربان/رون آلپ، ویلوربان، فرانسه؛ انجمن هنر روهر، اسن، آلمان؛ اف.ار.آ.س. بورگون، (با برنارد فریسه، دیون، فرانسه.
۱۹۹۰/کرون پویینت پرس، سانفرانسیسکو، امریکا؛ موزهٔ هنر نیوپورن هاربور، ساحل نیوپروت، آمریکا.
۱۹۸۹/ مجموعهٔ هنری نوردهایم وستفالن، دوسلدورف، آلمان؛ گالری تیت، لندن، انگلیس؛ توماس کوهن، ریودوژانیرو، برزیل؛ موزهٔ فان آبه، آینهوفن، هلند.
۱۹۸۸/ پاویلون (تشریفات غرفهٔ بریتانیا) در چهل دومین بیینال ونیز، ونیز، ایتالیا؛ زیلو، فال دو فالزه، سوئیس.
۱۹۸۷/ خانهٔ کورنر، منچستر، انگلیس.
۱۹۸۶/ موزهٔ بروکلین، نیویورک، آمریکا، موزهٔ هنر دانشگاه کالیفرنیا، برکلی، امریکا؛ گوارد، گنت؛ موزهٔ هنرهای معاصر لا خویا، سان دیه گو، آمریکا.
۱۹۸۵/ تالار هنر واگهاوس، وینترتور، المان؛ گالری دولتی هنر مدرن، مونیخ، آلمان؛ هنر و پروژه، آمستردام، هلند؛ قصر هنرهای زیبا، بروکسل، بلژیک؛ آ.ار.س. موزهٔ هنرهای مدرن لاویله پاریس، فرانسه.
بنیاد کستنر، هانوفر، المان.
۱۹۸۴/ موزهٔ هنرهای مدرن لوئیزیانا، هومبلباک، دانمارک؛ انجمن هنری کلن، (با یولیان اوپی)، کلن، المان.
۱۹۸۳/ تالار هنر برن، برن، سوئیس؛ هنر و پروژه، آمستردام، هلند؛ توماس کوهن، رویدوژانیرو، برزیل.
۱۹۸۲/ انجمن هنر بادن، کارلزروهه، آلمان؛ موزهٔ نو، لیون، فرانسه؛ شانتال کروزل، پاریس، فرانسه.
موزهٔ کرولر مولر، اوتترلو، هلند؛ پنجمین سه سالانهٔ هندوستان، دهلی نو، هندوستان.
۱۹۸۱/ موزهٔ هنرهای مدرن سن اتین، سن اتین، فرانسه؛ گالری هنری وایتچاپل، لندن، انگلیس؛ موزهٔ نو، لیون، فرانسه؛ فرونت روم، لندن، انگلیس؛ موزهٔ فون در هیدت، ووپرتال، آلمان.
واکیوم، دوسلدورف، المان.
۱۹۷۹/ خانهٔ هنرمندان وایدن آله، هامبورگ، آلمان

## مجموعه‌های عمومی
شورای فرهنگی بریتانیای کبیر، انگلیس؛ آرتوتک دو کن، کن، فرانسه؛ موزهٔ هنر مدرن آستروپ، اوسلو، بلزیک؛ بنیاد باواگ، وین، اتریش؛ موزهٔ براردو، لیسبن، پرتغال؛ مجموعهٔ مجلس بریتانیا، لندن، انگلیس؛ گالری باتلر، کیلکنی، ایرلند؛ کایزا فوروم بارسلونا، بارسلونا، اسپانیا؛ کال سگو، بارسلونا؛ بخش موزهٔ هنرهای معاصرتورین، ایتالیا؛ بنیاد هنرهای تجسمی کاس، چیاچستر، انگلیس؛ مرکز پومپیدو، پاریس، فرانسه؛ مرکز هنرهای معاصر مالاگا، اسپانیا؛ مرکز هنرهای معاصر قصر اوژادوفسکی، ورشو، لهستان؛ مرکز هنرهای معاصر گاله گو، سانتیاگو دو کومپوستلا، اسپانیا؛ مرکز رینا سوفیا، مادرید، اسپانیا، کلکسیون ماراموتتی، منطقهٔ امیلیلا رومانا، ایتالیا؛ مرکز هنری دمون، دمنون، امریکا؛ بنیاد الیسپه، آلکیتائو، پرتغال؛ موزهٔ اسل، کلوسترنویبرگ، آلمان؛ مرکز هنرهای معاصر کارتیه، پاریس، فرانسه؛ اف.ار.آ.س. شامپین آردن، رایمز، فرانسه، اف.ار.آ.س. بورگون، دیون فرانسه، اف.ار.آ.س. ایل دو فرانس لو پلاتو، پاریس فرانسه، اف.ار.آ.س. پیکاردی، آمینز، فرانسه، اف.ار.آ.س. استان آلپ‌نشین کوته دوآزور، مارسی، فرانسه؛ بنیاد کایا دو پنزیونس، مادرید، اسپانیا؛ بنیاد کالوسته گولبنکیان، لیسبون، پرتغال؛ گالری هنر معاصر، لایپزیگ، آلمان؛ گالری هنر مدرن بولونیا، بولونیا، ایتالیا.
گالری هنر مدرن گلاسکو، انگلیس؛ دومین مرکز هنر مدرن در قصر شیشه، آگسبورگ، آلمان؛ موزهٔ عالی هنر، آتلانتا، آمریکا؛ موزهٔ هیرشهورن و باغ مجسمهٔ واشینگتن، آمریکا؛ مؤسسهٔ هنرهای معاصر ویلوربان، ویلوربان، فرانسه؛ ک. ۲۱ اشتنده هاوس، دوسلدورف، المان؛ موزهٔ هنرهای معاصر کیاسما، هیلسینکی، فنلاند؛ تالار هنر وایزهاوپت، اولم، آلمان؛ تالار هنر زوریخ، زوریخ، سوئیس؛ موزهٔ هنر لوتسرن، لوتسرن، سوئیس؛ موزهٔ هنر وولفزبورگ، وولفزبورگ، آلمان؛ گالری هنر لیدز، لیدز، انگلیس؛ موزهٔ هنر لنتو، لینتس، اتریش؛ موزهٔ هنرهای معاصر لس آنجلس، لس آنجلس، آمریکا.
موزهٔ لوئیزیانا، هوملباک، دانمارک؛ موزهٔ لودویگ، بوداپست، مجارستان؛ موزهٔ میدلهایم، آنتورپ، بلژیک؛ موزهٔ هنرسامتیدس، اوسلو، نروژ؛ موزهٔ هنر مدرن سان اتین، سان اتین، فرانسه.
موزهٔ هنر معاصر و مدرن استراسبورگ، استراسبورگ، فرانسه؛ موزهٔ هنرهای مدرن دوک اعظم ژان، لوکزامبورگ؛ مزوهٔ اوبژه، (اشیاء)، بلوی، فرانسه؛ بخش هنرهای معاصر موزهٔ روشه شارت، روشه شارت، فرانسه؛ موزهٔ هنرهای مدرن و معاصر ترنتو ای روورتو، روورتو، ایتالیا؛ موزه‌های هنر کاتانازارو، ایتالیا؛ موزهٔ هنرهای معالصر بارسلونا، بارسلونا، اسپانیا.
موزهٔ لایونیگ، نویهاوس، اتریش؛ موزهٔ هنرهای معاصر شیکاگو، شیکاگو، امریکا؛ موزهٔ هنرهای معاصر لس آنجلس، آمریکا.
موزهٔ هنرهای مدرن، نیویورک، امریکا؛ موزهٔ هنر فان هدنداگز، گنت، بلژیک؛ موزهٔ وورتث، کونزلتسائو، آلمان؛ موزهٔ هنر شهر ناگویا، ناگویا، ژاپن؛ مرکز هنرهای تجسمی نشر، دالاس، آمریکا.
گالری ملی کانادا، اوتاوا، کانادا؛ موزهٔ ملی هنر مدرن توکیو، ژاپن؛ گالری هنر کوئینزلند، بریسبان، استرالیا؛ ریکس موزیوم توندته، انشده، هلند؛ آکادمی سلطنتی هنرها، لندن، انگلیس؛ موزهٔ سلطنتی هنرهای زیبای بلژیک، بروکسل، بلژیک؛ مزرعهٔ مجسمه‌های رانیمد، وودساید، امریکا؛ مجموعهٔ ساتچی، لندن، انگلیس؛ گالری ملی هنرهای مدرن اسکاتلند، ادینبورگ، انگلیس؛ گالری هنر شهر ساتهامپتون، سادهامپتون، انگلیس؛ موزهٔ اسپیدآرت، لویزویل، امریکا؛ موزهٔ استدلیک آمستردام، هلند؛ مجموعهٔ تیت، لندن، انگلیس؛ ترائه موتوس، کازرتا، ایتالیا؛ موزهٔ هنر تویوتا، تویوتا، ژاپن.
موزهٔ هنرهای معاصر قرن بیست و یکم، کانازاوا، ژاپن؛ اتحادیهٔ بانک‌های سوئیس؛ پارک مجسمه‌های والدفریدن، ووپرتال، آلمان؛ موزهٔ فان آبه، آینهوفن، هلند؛ موزهٔ فون در هیدت، ووپرتال، آلمان.
بنیاد هنر جهانی، لندن، انگلیس؛ کارگاه کولرشلاگ، وین، اتریش؛ مرکز هنر و تکنولوژی رسانه‌های کارلزروهه، کارلزروهه، آلمان.

## نمایشگاه در ایران
نمایشگاهی با عنوان «ریشه‌ها و سنگ‌ها» از آثار تونی کرگ در ساختمان موزهٔ هنرهای معاصر تهران در آبان‌ماه سال ۱۳۹۶ به برپا شد.

## نگارخانه
- کالدرا (۲۰۰۸)، سالزبورگ، اتریش
- خویشاوند دور
- ستون بندبند, در فیرسن
- ستون بندبند, جزئیات
- Auf der Lichtung (۱۹۹۷) در بیله‌فلد
- من زنده‌ام, در ووپرتال